# В разлуке
В разлуке (Солдатка) — комедия в 4-х действиях Е. П. Гославского. Впервые опубликована в журнале «Артист» (1894, № 41). Первая постановка состоялась 21 сентября 1894 г.

## Действующие лица
Семен Иванов, сухой, жилистый старик, л.65.

Федор, рыжебород, вял, лицо одутловатое, л.40.

Андрей, малый слегка поношенный, в пиджачной паре, л.27.

Марья, жена Федора, востроноса, егоза-тараторка, л.38.

Афимья, жена Андрея, краснощека, ни хороша, ни дурна, л.24. 

Ольгушка, Митька — ребята Федора. 

Афонька, сельский дурачок, невзрачен, усов и бороды почти не имеет, речь выкриком, л.40. 

Надежда, вдова, лицо в мелких морщинах, взор угасший, л.42. 

Дунька, девка-невеста, круглолица, черноброва, л.18. 

Кирилл, работник на мельнице, широк в плечах, но щегол, л.30. 

Михайло, парень, л.20.

## Сюжет
Семен Иванович — человек старой закалки, убежденный, что только труд способен принести человеку радость. Он жаден до денег и поэтому соглашается за большую плату отправить одного из своих сыновей — Андрея — в Петербург вместе с барыней, которая испытывала к нему интерес. Жена Андрея Афимья осталась жить в доме своего свекра вместе со снохой Марьей и её мужем Федором.
Первое действие пьесы начинается с разговора девки Дуньки и Афимьи. Дунька удивляется той верности мужу, которой отличается её собеседница, но при этом боится, как бы она не увела у неё возлюбленного — Кирилла. Афимья и не думает о Кирилле, однако опасенья Дуньки не были напрасными — её возлюбленный не скрывает, что уже потерял к ней интерес, и начинает ухаживать за Афимьей, причем очень настойчиво. Он приглашает её на свидание на мельницу. Афимья отказывается, но вскоре к ней приходит деревенский дурачок Афонька с посланием и говорит, что если девушка не придёт, Кирилл накличет на беду, потому что он якобы колдун. Девушка очень пугается и просит совета у Марьи. Та говорит, что на свидание лучше пойти, но сразу объяснить, что ничего между ней и Кириллом быть не может. Афимья прислушивается к совету и идёт на мельницу, а Марья сразу докладывает о побеге Афимьи Семену Ивановичу. Делает она это нарочно из-за своей нелюбви к Афимьи, которая, по её мнению, не проявляет к ней, как к старшей снохе, достаточного уважения.
Строгость в отношении к окружающим людям проявляется во всех поступках Семена Ивановича. Он отказывает нуждающейся вдове Надежде, которая просила у него зерна, не отпускает больного сына Федора в больницу, чтобы не лишаться рабочих рук. Поэтому и весть о побеге Афимьи он воспринимает очень гневно.
Афимья же не послушалась совета снохи. Она поддалась чарам Кирилла, провела с ним всю ночь и наутро очень боялась показываться дома. Марья, Дунька и Семен Иванович все же нашли её, Марья сразу же сказала, что Афимья была с Кириллом, и Семен Иванович заявил, что не желает видеть её в своем доме. Не видя другого выхода, Афимья обратилась за помощью к Кириллу, но и тот отвернулся от неё.
В это время из Петербурга возвращается её муж Андрей, бросивший барыню, с которой уезжал. Семен Иванович рассказывает ему о похождениях жены и ожидает, что сын пожелает наказать Афимью. Однако Андрей, напротив, был недоволен тем, что отец выгнал его жену из дома. Он попросил привести её и сообщает, что прощает ей неверность. Семен Иванович пытается вразумить сына, но тот заявляет, что уже достаточно взрослый, чтобы принимать решения самостоятельно. Афимья очень благодарна мужу, за то, что он простил её и понял, что свой проступок она совершила не по своей воле, а под воздействием колдовских чар Кирилла.

## Постановки
Первая постановка комедии состоялась 21 сентября 1894 г. в Малом театре. Несмотря на участие в спектакле выдающихся мастеров сцены (в частности, Е. Д. Турчаниновой, которая исполнила роль Дуньки), пьеса успеха не имела и после трёх представлений была снята с репертуара.

## Критика
Комедия «В разлуке» была очень прохладно встречена зрителями и крайне негативно — критиками, которые, как писал современник, лишили пьесу «всех прав состояния». Одна из наиболее объективных и содержательных рецензий была помещена в 42-м номере журнала «Артист» за подписью: «М. Т.».
По мнению этого обозревателя, к причинам провала, в первую очередь, следовало отнести неудачный выбор сюжета: взятый «из народной жизни», он не мог вызвать интереса у аудитории, так как «очень мало в этих сюжетах именно тех приманок, каких требует театральный зритель». Далее, Гославский, показавший себя большим знатоком крестьянского быта, не сумел разработать увлекательный, заставляющий сопереживать героям сюжет, а также неглубоко и недостаточно логично разработал характеры действующих лиц. По этой причине «поворотный момент драмы принимает характер совершенной случайности, напоминает даже, скорее, шутку и фарс, чем драму», из-за чего публика «могла даже не понять совершенно ясного смысла развязки, — тем более, что его не поняли даже рецензенты». Именно эти недостатки, как считает критик, помешали зрителям и обозревателям увидеть несомненные достоинства пьесы, главным из которых является максимально достоверное изображение быта русской деревни: «Перед нами реальная картина, дышащая до последней черты русским народным бытом, и только преднамеренная слепота не может заметить этого».

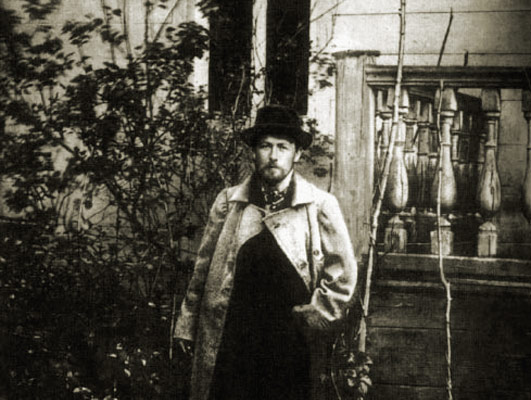
А. П. Чехов в начале 1890-х гг.

Двумя годами ранее, в марте 1892 г., пьесу по просьбе автора прочёл А. П. Чехов и тогда же оставил свой отзыв, который оказался намного благожелательнее оценок столичных рецензентов. Отметив высокие художественные достоинства комедии («Я давно уже не читал таких хороших пьес. <…> Ее литературные достоинства до такой степени привлекательны, что я, не задумываясь, причислил ее к разряду наших лучших пьес из народного быта»), Чехов выразил недовольство тем, как Гославский передал в ней речь крестьян: «„Мы-ста“ и „шашнадцать“ сильно портят прекрасный разговорный язык. <…> Какое-то излишнее и досадное впечатление». Кроме того, Чехову показалась неубедительной мотивация поступков отдельных персонажей: «В конце III акта Кирилл у Вас излишне резок. Надо, думаю, чтобы он ласкался, а чтобы Афимья по его тону поняла, в чем дело. Не знаю, быть может, этот резкий переход сделан Вами нарочно ввиду сценических условий, но в жизни и в повести дело не обходится без оттенков. Да и нет надобности рисовать Кириллу злодеем».